# Climeno (figlio di Presbone)
Climeno (in greco antico: Κλύμενος?, Klýmenos) è un personaggio della mitologia greca. Fu re dei Mini di Orcomeno.

## Genealogia
Figlio di Presbone o di Orcomeno e fratello di Aspledone ed Anfidoco, sposò Budea e fu padre di Ergino, Stratio, Arrone, Pileo, Azeo, Euridice e Assia.
Attraverso Azeo, fu antenato dei gemelli Ascalafo e Ialmeno, che guidarono il contingente dei Mini alla guerra di Troia.

## Mitologia
Secondo la versione tramandata da Pausania, Climeno ottenne il regno da Orcomeno, re senza discendenza. Secondo la versione di Stefano di Bisanzio era invece figlio dello stesso Orcomeno e fratello di Aspledone ed Anfidoco.
Climeno fu colpito a morte da un sasso lanciato da Periere (l'auriga di Meneceo) durante una lite scoppiata coi Tebani nel corso delle celebrazioni in onore di Poseidone. Morente, Climeno chiamò il figlio Ergino (l'erede al trono) e gli chiese di vendicarlo. Ergino così andò in guerra contro Tebe.